# El Pedrós (Collsuspina)
El Pedrós és un edifici de Collsuspina (Moianès) inclòs a l'Inventari del Patrimoni Arquitectònic de Catalunya.

## Descripció
Es tracta d'una casa que es troba reguardada aprofitant un desnivell. Presenta dos cossos diferenciats coberts amb teulada a dues vessants amb desaigua a la façana principal. Els elements més remarcables són un portal adovellat i un petit pou. Sembla que la seva nova funcionalitat de residència ha modificat l'antiga entrada.

## Història
El capbreu de 1643 i altres documents citen aquest mas com pertanyent a la jurisdicció del castell de Tona.